# Morthomiers
Morthomiers és un municipi francès, situat al departament de Cher i a la regió de Centre – Vall del Loira. L'any 2007 tenia 673 habitants.

## Demografia

### Població
El 2007 la població de fet de Morthomiers era de 673 persones. Hi havia 262 famílies, de les quals 56 eren unipersonals (28 homes vivint sols i 28 dones vivint soles), 79 parelles sense fills, 123 parelles amb fills i 4 famílies monoparentals amb fills.
La població ha evolucionat segons el següent gràfic:
Habitants censats

### Habitatges
El 2007 hi havia 287 habitatges, 260 eren l'habitatge principal de la família, 5 eren segones residències i 21 estaven desocupats. Tots els 286 habitatges eren cases. Dels 260 habitatges principals, 214 estaven ocupats pels seus propietaris i 46 estaven llogats i ocupats pels llogaters; 2 tenien una cambra, 3 en tenien dues, 20 en tenien tres, 75 en tenien quatre i 160 en tenien cinc o més. 229 habitatges disposaven pel capbaix d'una plaça de pàrquing. A 76 habitatges hi havia un automòbil i a 175 n'hi havia dos o més.

### Piràmide de població
La piràmide de població per edats i sexe el 2009 era:
| Homes | Edats   | Dones |
| ----- | ------- | ----- |
| 0     | 95 o +  | 0     |
| 0     | 90 a 94 | 0     |
| 0     | 85 a 89 | 4     |
| 4     | 80 a 84 | 4     |
| 8     | 75 a 79 | 0     |
| 0     | 70 a 74 | 4     |
| 4     | 65 a 69 | 8     |
| 0     | 60 a 64 | 0     |
| 12    | 55 a 59 | 0     |
| 32    | 50 a 54 | 44    |
| 44    | 45 a 49 | 24    |
| 24    | 40 a 44 | 36    |
| 20    | 35 a 39 | 24    |
| 24    | 30 a 34 | 28    |
| 20    | 25 a 29 | 8     |
| 8     | 20 a 24 | 4     |
| 48    | 15 a 19 | 24    |
| 24    | 10 a 14 | 28    |
| 28    | 5 a 9   | 12    |
| 8     | 0 a 4   | 20    |

## Economia
El 2007 la població en edat de treballar era de 480 persones, 387 eren actives i 93 eren inactives. De les 387 persones actives 365 estaven ocupades (190 homes i 175 dones) i 22 estaven aturades (6 homes i 16 dones). De les 93 persones inactives 41 estaven jubilades, 29 estaven estudiant i 23 estaven classificades com a «altres inactius».

### Ingressos
El 2009 a Morthomiers hi havia 267 unitats fiscals que integraven 703,5 persones, la mediana anual d'ingressos fiscals per persona era de 20.151 €.

### Activitats econòmiques
Dels 5 establiments que hi havia el 2007, 1 era d'una empresa de construcció, 1 d'una empresa de comerç i reparació d'automòbils, 1 d'una empresa d'hostatgeria i restauració, 1 d'una empresa financera i 1 d'una empresa classificada com a «altres activitats de serveis».
Dels 4 establiments de servei als particulars que hi havia el 2009, 1 era un taller de reparació d'automòbils i de material agrícola, 1 guixaire pintor, 1 restaurant i 1 saló de bellesa.
L'any 2000 a Morthomiers hi havia 4 explotacions agrícoles que ocupaven un total de 780 hectàrees.

## Equipaments sanitaris i escolars
El 2009 hi havia una escola elemental.

## Poblacions més properes
El següent diagrama mostra les poblacions més properes.